# قائمة المواد المسببة للسرطان في دخان السجائر

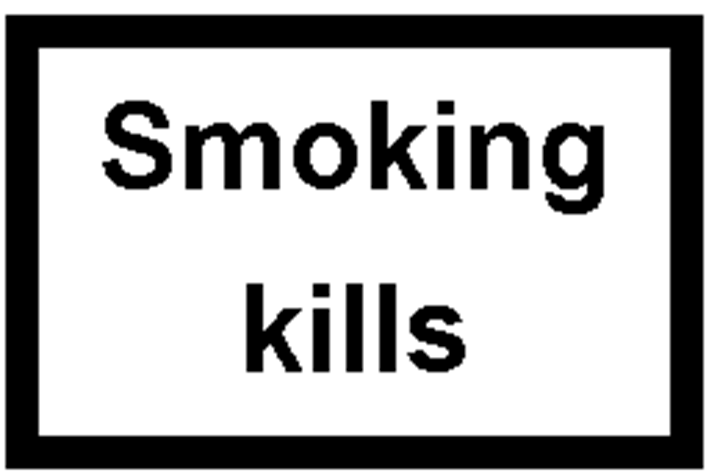
رسائل تحذيرية نموذجية تُطبع على أغلفة التبغ حول التأثير الصحي لتدخين التبغ

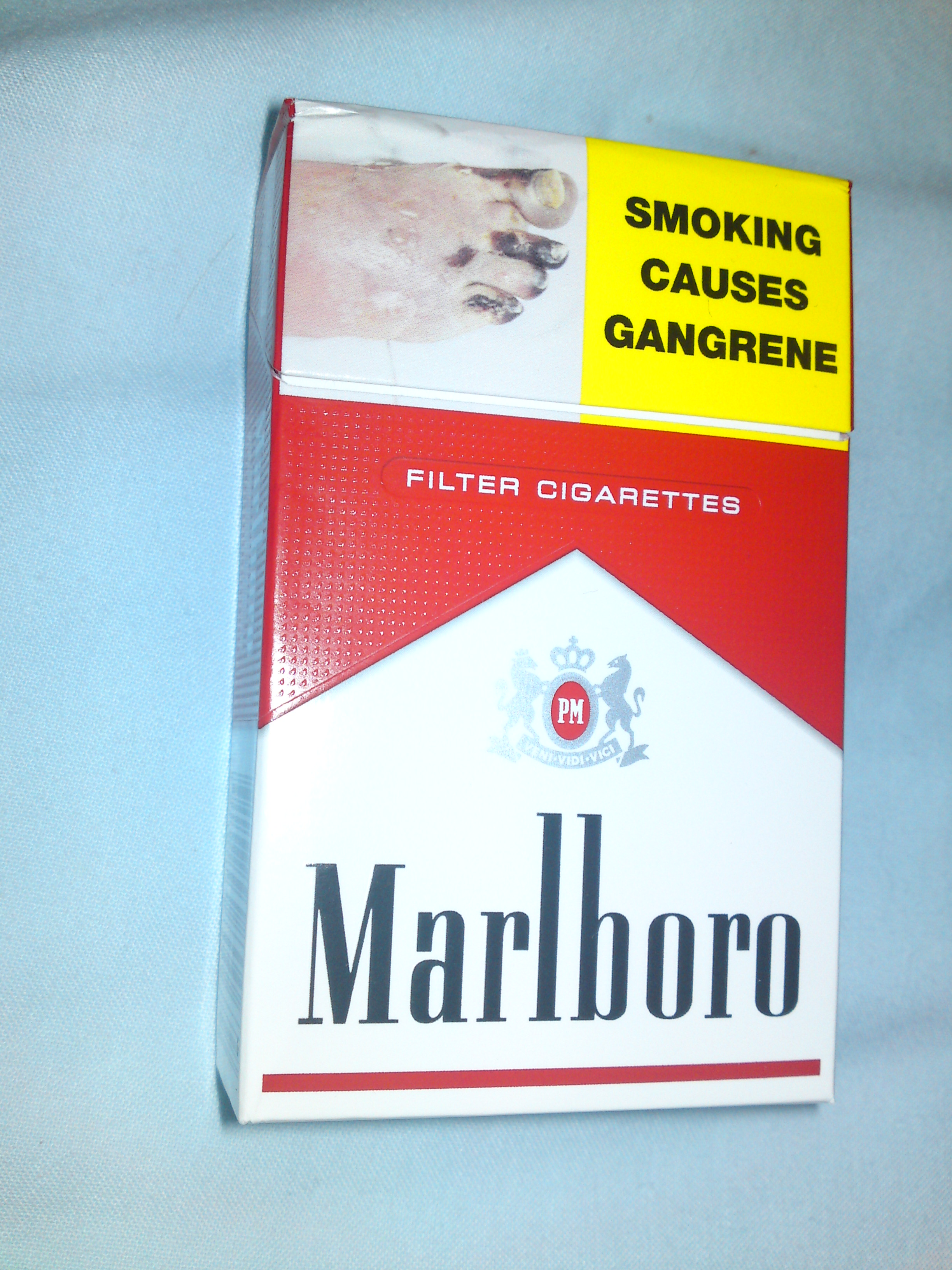
الواجهة الأمامية لعلبة تحتوي على 20 سيجارة من مارلبورو ريد تباع في نيوزيلندا.

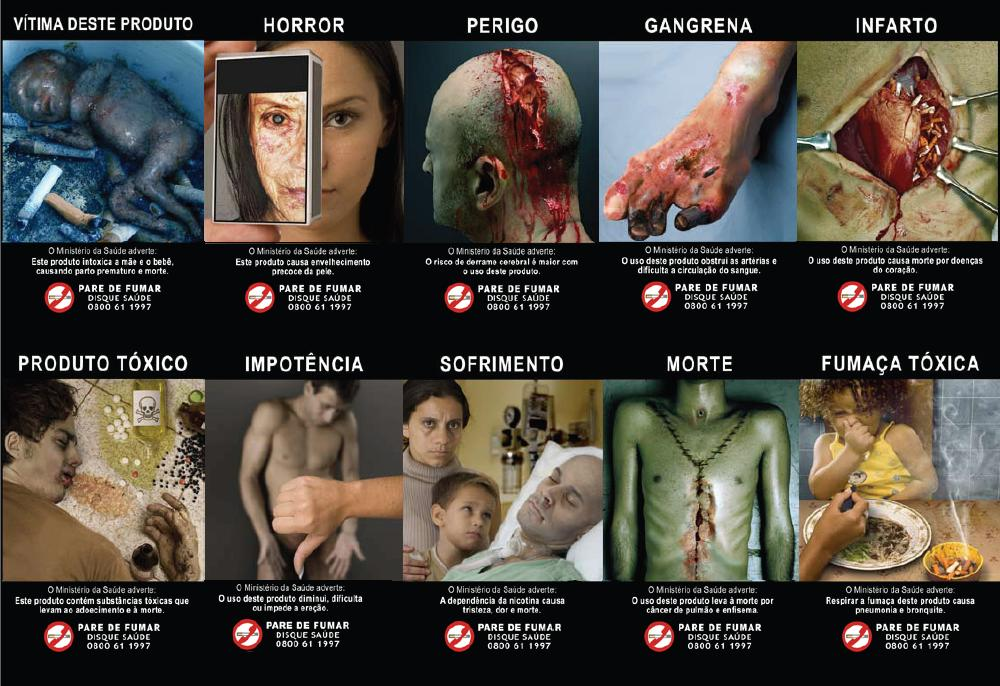
الدفعة الثالثة من الصور الجرافيكية في البرازيل (استبدلت منذ ذلك الحين)، والتي أصبحت إلزامية على جميع علب السجائر.

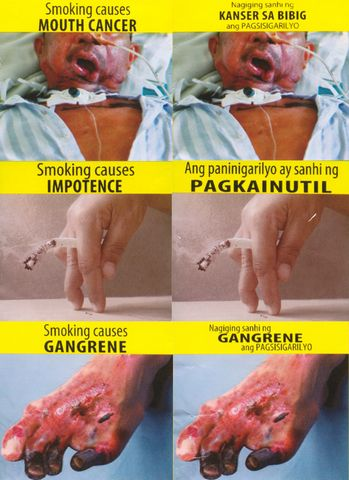
رسم لرسائل تحذيرية استخدمت في علب التبغ من 2016 إلى 2018. في الفلبين

يتكون دخان التبغ التجاري من خليطٍ من أكثر من 5000 مادة كيميائية. يسرد تقرير نشرته المجلة الدولية للبحوث البيئية والصحة العامة [الإنجليزية] (اختصارًا IJERPH) عام 2011 وجود 65 مادة مسرطنة أو مواد مسرطنة محتملة في التبغ: "تشمل قائمتنا لمكونات التبغ الخطرة جميع المكونات التسعة المبلغ عنها في دخان السجائر السائدة والتي تُعرف بأنها مواد مسرطنة للإنسان (قائمة 1 من الوكالة الدولية لبحوث السرطان عن العوامل المسرطنة للبشر)، بالإضافة إلى جميع المكونات التسعة التي من المحتمل أن تكون مسرطنة للإنسان (قائمة 2A من الوكالة الدولية لبحوث السرطان عن العوامل المسرطنة للبشر [الإنجليزية]). بالإضافة إلى ذلك، فهو يحتوي على 34 من أصل 48 مكونًا من المحتمل أن تكون مسرطنة للإنسان (قائمة 2B من الوكالة الدولية لبحوث السرطان عن العوامل المسرطنة للبشر [الإنجليزية])."

## جدول المجلة الدولية للبحوث البيئية والصحة العامة
- "1 تعطي قيم مخاطر استنشاق السرطان درجة خطر التعرض الزائد مدى الخياة، في حال كانت مخاطرة الإصابة بسرطان الرئة عند الإنسان 1 لكل 100,000، المستوى (E-5)"

| المكوّن                                                                                        | قيمة مخاطرة السرطان1          | الجهة                            |
| --------------------------------------------------------------------------------------------- | ----------------------------- | -------------------------------- |
| 1,1,1-ثلاثي كلورو-2،2-ثنائي إيثان(4-كلوروفينيل) (ثنائي كلورو ثنائي فينيل ثلاثي كلورو الإيثان) | 1.0E-04                       | وكالة حماية البيئة الامريكية     |
| 1,1-Dimethylhydrazine                                                                         | 2.0E-06                       | مختبر أوكلاند الوطني             |
| 3،1-بوتاديين                                                                                  | 3E-04                         | وكالة حماية البيئة الامريكية     |
| 8،7،3،2-رباعي كلورو ثنائي بنزو الديوكسين (TEQ)                                                | 2.6E-04                       | وكالة حماية البيئة في كاليفورنيا |
| 2-Amino-3-methyl-9H-pyrido[2,3-b]indole (MeAaC)                                               | 2.9E-05                       | وكالة حماية البيئة في كاليفورنيا |
| 2-Amino-3-methylimidazo[4,5-b]quinoline (IQ)                                                  | 2.5E-05                       | وكالة حماية البيئة في كاليفورنيا |
| 2-Amino-6-methyl[1,2-a:3',2"-d]imidazole (GLu-P-1)                                            | 7.1E-06                       | وكالة حماية البيئة في كاليفورنيا |
| 2-Aminodipyrido[1,2-a:3',2"-d]imidazole (GLu-P-2)                                             | 2.5E-05                       | وكالة حماية البيئة في كاليفورنيا |
| 2-Aminonaphthalene                                                                            | 2.0E-05                       | وكالة حماية البيئة في كاليفورنيا |
| 2-Nitropropane                                                                                |                               | وكالة حماية البيئة في كاليفورنيا |
| أورثو-تولويدين                                                                                | 2.0E-04                       | وكالة حماية البيئة في كاليفورنيا |
| 3-Amino-1,4-dimethyl-5H-pyrido [4,3-b]indole (Trp-P-1)                                        | 1.4E-06                       | وكالة حماية البيئة في كاليفورنيا |
| 3-Amino-1-methyl-5H-pyrido[4,3-b]-indole (Trp-P-2)                                            | 1.1E-05                       | وكالة حماية البيئة في كاليفورنيا |
| 4-أمينو ثنائي الفينيل                                                                         | 1.7E-06                       | وكالة حماية البيئة في كاليفورنيا |
| 5-Methylchrysene                                                                              | 9.1E-06                       | وكالة حماية البيئة في كاليفورنيا |
| 7H-Dibenzo(c,g)carbazole                                                                      | 9.1E-06                       | وكالة حماية البيئة في كاليفورنيا |
| 2-Amino-9H-pyrido[2,3-b]indole (AaC)                                                          | 8.8E-05                       | وكالة حماية البيئة في كاليفورنيا |
| إيثانال                                                                                       | 4.5E-03                       | وكالة حماية البيئة الامريكية     |
| أسيتاميد                                                                                      | 5.0E-04                       | وكالة حماية البيئة في كاليفورنيا |
| أكريلاميد                                                                                     | 8E-3                          |                                  |
| أكريلونتريل                                                                                   | 1.5E-04                       | وكالة حماية البيئة الامريكية     |
| أنيلين                                                                                        | B2—probable human carcinogen  | وكالة حماية البيئة الامريكية     |
| زرنيخ                                                                                         | 2.3E-06                       | وكالة حماية البيئة الامريكية     |
| بنز(a)أنثراسين                                                                                | 9.1E-05                       | وكالة حماية البيئة في كاليفورنيا |
| بنزين (مركب كيميائي)                                                                          | 1.3E-03                       | وكالة حماية البيئة الامريكية     |
| بنزو(a)بيرين                                                                                  | 9.1E-06                       | وكالة حماية البيئة في كاليفورنيا |
| بنزو(j)فلورانثين                                                                              | 9.1E-05                       | وكالة حماية البيئة في كاليفورنيا |
| بيريليوم                                                                                      | 4.2E-06                       |                                  |
| كادميوم                                                                                       | 5.6E-06                       | وكالة حماية البيئة الامريكية     |
| كربازول                                                                                       | 1.8E-03                       | NATA                             |
| كلوروفورم                                                                                     | 4.3E-04                       | وكالة حماية البيئة الامريكية     |
| الكروم سداسي التكافؤ                                                                          | 8.3E-07                       | وكالة حماية البيئة الامريكية     |
| كريسين                                                                                        | 9.1E-04                       | وكالة حماية البيئة في كاليفورنيا |
| فثالات مضاعف (2-إيثيل الهكسيل)                                                                | 4.2E-03                       | وكالة حماية البيئة في كاليفورنيا |
| ديبنزو(a,i)بايرين                                                                             | 9.1E-07                       | وكالة حماية البيئة في كاليفورنيا |
| ديبنزو[a,h]أكريدين                                                                            | 9.1E-05                       | وكالة حماية البيئة في كاليفورنيا |
| ثنائي بنزأنثراسين                                                                             | 8.3E-06                       | وكالة حماية البيئة في كاليفورنيا |
| ديبنزو[a,j]أكريدين                                                                            | 9.1E-05                       | وكالة حماية البيئة في كاليفورنيا |
| ديبنزو(a,h)بايرين                                                                             | 9.1E-07                       | وكالة حماية البيئة في كاليفورنيا |
| ديبنزو(a,l)بايرين                                                                             | 9.1E-07                       | وكالة حماية البيئة في كاليفورنيا |
| Dibenzo[a,e]pyrene                                                                            | 9.1E-06                       | وكالة حماية البيئة في كاليفورنيا |
| ديبنزو[c,g]كاربازول                                                                           | 9.1E-06                       | وكالة حماية البيئة في كاليفورنيا |
| كربامات الإيثيل                                                                               | 3.5E-05                       | وكالة حماية البيئة في كاليفورنيا |
| أكسيد الإيثيلين                                                                               | 1.1E-04                       | وكالة حماية البيئة في كاليفورنيا |
| إيثيلين ثيويوريا                                                                              | 7.7E-04                       | وكالة حماية البيئة في كاليفورنيا |
| ميثانال                                                                                       | 7.7E-04                       | وكالة حماية البيئة الامريكية     |
| هيدرازين                                                                                      | 2.0E-06                       | وكالة حماية البيئة الامريكية     |
| Indeno(1,2,3-c,d)pyrene                                                                       | 9.1E-05                       | وكالة حماية البيئة في كاليفورنيا |
| رصاص                                                                                          | 8.3E-04                       | وكالة حماية البيئة في كاليفورنيا |
| N-نتروصوديوم-n-بوتيلامين (NBUA)                                                               | 6.3E-06                       | وكالة حماية البيئة الامريكية     |
| N-نيتروسوديميثيلامين (NDMA)                                                                   | 7.1E-07                       | وكالة حماية البيئة الامريكية     |
| N-نيتروسودييثانولامين                                                                         | 1.3E-05                       | وكالة حماية البيئة في كاليفورنيا |
| N-نيتروسوديثايلامين                                                                           | 2.3E-07                       | وكالة حماية البيئة الامريكية     |
| N-نيتروسو إيثيل ميثيل أمين                                                                    | 1.6E-06                       | وكالة حماية البيئة في كاليفورنيا |
| N-نيتروسونورنيكوتين (NNN)                                                                     | 2.5E-05                       | وكالة حماية البيئة في كاليفورنيا |
| N-نيتروزو-N-بروبيلامين                                                                        | 5.0E-06                       | وكالة حماية البيئة في كاليفورنيا |
| N-نيتروسوبيبيريدين                                                                            | 3.7E-06                       | وكالة حماية البيئة في كاليفورنيا |
| N-نيتروسوبيروليدين                                                                            | 1.6E-05                       | وكالة حماية البيئة الامريكية     |
| o-Cresol                                                                                      | ج- مادة مسرطنة محتملة للإنسان | وكالة حماية البيئة الامريكية     |
| 4،1-بنزوكينون                                                                                 | ج- مادة مسرطنة محتملة للإنسان | وكالة حماية البيئة الامريكية     |
| p-Cresol                                                                                      | ج- مادة مسرطنة محتملة للإنسان | وكالة حماية البيئة الامريكية     |
| بولونيوم-210                                                                                  | 925.9                         | مختبر أوكلاند الوطني3            |
| أكسيد البروبيلين                                                                              | 2.7E-03                       | وكالة حماية البيئة الامريكية     |
| ثلاثي كلورو الإيثيلين                                                                         | 82                            | HC                               |
| كلوريد الفاينيل                                                                               | 1.1E-03                       | وكالة حماية البيئة الامريكية     |